# Атлетика на Летњим олимпијским играма 1904 — скок удаљ за мушкарце
Скок удаљ за мушкарце био је једана од атлетских дисциплина Олимпијских игара 1904. у Сент Луису. Ово је био трећи пут да је ова дисциплина била на програму. Учествовало је десет такмичара из 3 земље. Због малог броја такмичара није било квалификација него су сви учествовали у финалу. Такмичање је одржано 1. септембра 1904. на стадиону Франсис филд.

## Земље учеснице
- Аустралија (2}
- Мађарска (1)
- САД (7)

## Рекорди пре почетка такмичења
30. август 1904.
| Најбољи резултат на свету | 7,61  | Питер О'Конор   | Велика Британија | Даблин, Уједињено Краљевство | 5. август 1901. |
| Олимпијски рекорд         | 7,185 | Алвин Кренцлајн | САД              | Париз, Француска             | 15. јул 1900.   |

## Победници
| Злато:              | Сребро:           | Бронза:              |
| Мајер Принстајн САД | Данијел Френк САД | Роберт Стангланд САД |

## Нови рекорди после завршетка такмичења
| Олимпијски рекорд | 7,34 | Мајер Принстајн | САД | Сент Луис, САД | 1. септембар 1904. |

Мајер Принстајн, који је на претходним Играма у Паризу заузео друго место, иако је имао најбољи скок у квалификацијама, јер је одбио да се такмичи у финалу које се одржавало у недељу, овде је победио са новим олимпијским рекордом.

## Резултати
| Место | Такмичар                    | Висина | Напомена |
| ----- | --------------------------- | ------ | -------- |
|       | Мајер Принстајн САД         | 7,34   | ОР       |
|       | Данијел Френк САД           | 6,89   |          |
|       | Роберт Стангланд САД        | 6,88   |          |
| 4     | Frederick Engelhardt САД    | 6,63   |          |
| 5     | Џорџ Ван Клиф САД           |        |          |
| 6     | Џон Хагерман САД            |        |          |
| 7-10  | Corrie Gardner Аустралија   |        |          |
| 7-10  | Leslie McPherson Аустралија |        |          |
| 7-10  | Бела Мезе Мађарска          |        |          |
| 7-10  | John Oxley САД              |        |          |